# Ocauçu (kommun)
Ocauçu är en kommun i Brasilien.   Den ligger i delstaten São Paulo, i den södra delen av landet, 800 km söder om huvudstaden Brasília. Antalet invånare är 4 163.
Omgivningarna runt Ocauçu är huvudsakligen savann. Runt Ocauçu är det glesbefolkat, med 13 invånare per kvadratkilometer.